# 小川公代
小川 公代（おがわ きみよ、1972年 - ）は、日本の英文学者、上智大学教授。

## 来歴
和歌山県生まれ。智辯学園和歌山中学校・高等学校卒。1995年ケンブリッジ大学政治社会学部卒業。大阪大学大学院英文科修士課程修了。グラスゴー大学博士課程修了（Ph.D.）。2004年上智大学嘱託講師、2007年専任講師。上智大学外国語学部英語学科准教授、2019年教授。専門はロマン主義文学、医学史。

## 著書

### 単著
- 『ケアの倫理とエンパワメント』（講談社、2021年）
- 『世界文学をケアで読み解く』（朝日新聞出版、2023年8月）
- 『ケアする惑星』（講談社、2023年）

### 共著
- 『文学理論をひらく』（木谷厳編著、生駒久美、霜鳥慶邦、高村峰生共著、北樹出版、2014年）
- 『文学とアダプテーション』1-2（村田真一、吉村和明共編、春風社、2017-2021年）
- 『パンデミックを超えて』（斎藤幸平、栗原康、高橋源一郎共著、NHK出版教養・文化シリーズ. 別冊NHK100分de名著］、2022年）
- 『感受性とジェンダー 〈共感〉の文化と近現代ヨーロッパ』（吉野由利共編, 河野哲也[ほか] [執筆]. 水声社, 2023年3月）

### 翻訳
- シャーロット・ジョーンズ『エアスイミング』監修、関根愛訳[3]（幻戯書房、2019年）
- サンダー・L・ギルマン『肥満男子の身体表象――アウグスティヌスからベーブ・ルースまで』（小澤央共訳、法政大学出版局［叢書・ウニベルシタス］、2020年）

## 論文
- <小川公代